# Brandenburger Tor (Briefmarkenserie)

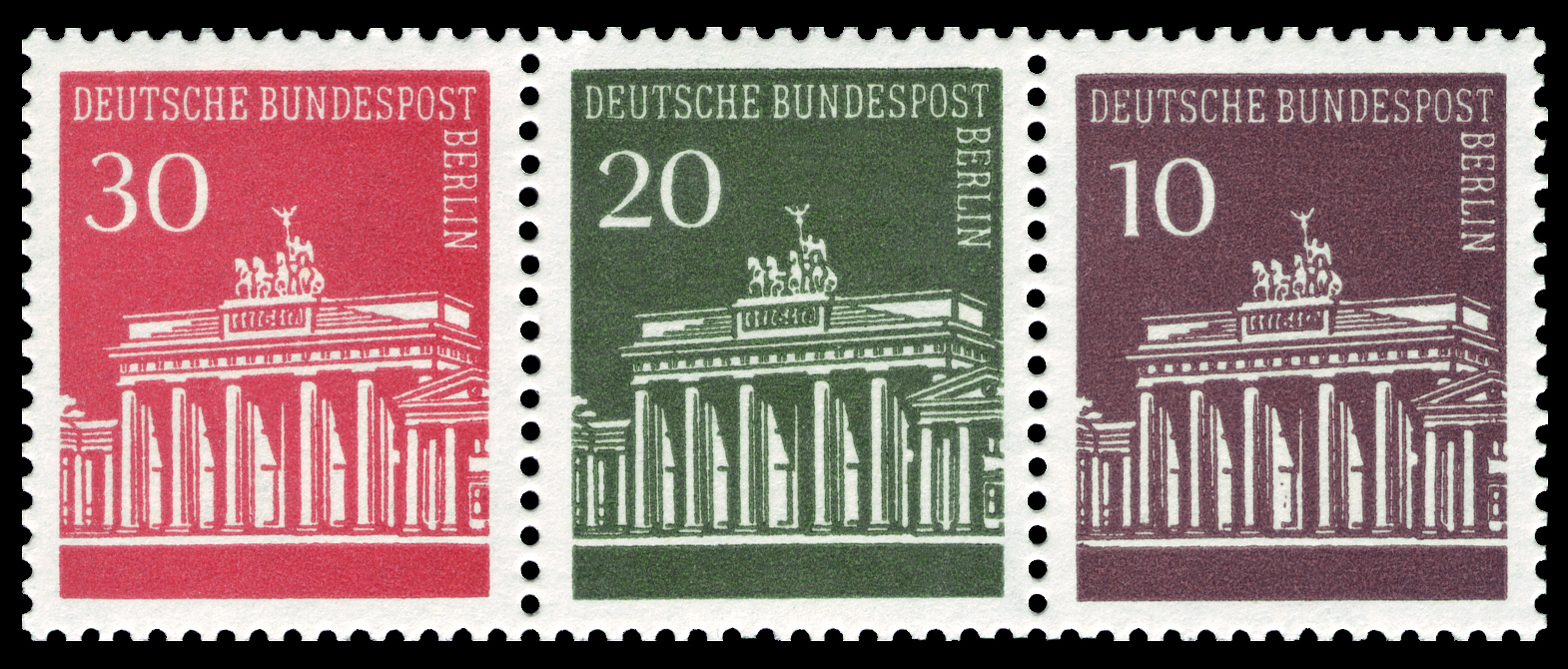
Berliner Zusammendruck

Brandenburger Tor ist eine deutsche Dauermarkenserie, die von April 1966 bis zum 14. April 1967 erschien. Die Serie wurde in der Bundesrepublik Deutschland und in West-Berlin verausgabt. Sie erschien in Rollen, wurde aber auch in Markenheftchen und für Sammler auch in Bogen gedruckt. Der Satz umfasst jeweils fünf Werte.
Die Berliner Werte unterschieden sich dabei nur durch den Schriftzug „Berlin“; Farbe und Wert waren gleich.
Wie bei allen Marken, die in Rollen und Bogen gedruckt werden, bilden waagerechte Paare und Randstücke der Marken ein besonderes Sammelgebiet, weil man an ihnen nachweisen kann, dass die Marken aus Bogen stammen. Die Paare erzielen höhere Preise als zwei Einzelmarken.

## Motiv und Postkrieg
Jede Freimarke der Serie zeigt das gleiche Motiv, das Brandenburger Tor, jeweils in einer anderen Farbe. Das Bild ist idealisiert, man hätte aus dieser Perspektive zu dieser Zeit die Berliner Mauer sehen müssen.
Die Marken wurden bei Sendungen in die Sowjetunion beanstandet und in die Bundesrepublik zurückgeschickt. Solche Briefe werden als Postkrieg-Belege von Spezialisten gesammelt.

## Liste der Ausgaben Brandenburger Tor
Die Werte Bund und Berlin erschienen jeweils gleichzeitig.
| Bild | Wert in Pfennig | Ausgabedatum     | Mi.-Nr. Bund, Berlin | Ausgabeform: Bogen (B), Rollen (R), Markenheftchen (MH) |
|      | 10              | 24. Oktober 1966 | 506 286              | (B), (R), (MH)                                          |
|      | 20              | 24. Oktober 1966 | 507 287              | (B), (R), (MH)                                          |
|      | 30              | April 1966       | 508 288              | (B), (R), (MH)                                          |
|      | 50              | 24. Oktober 1966 | 509 289              | (B), (R)                                                |
|      | 100             | 14. April 1967   | 510 290              | (B), (R)                                                |

## Weitere Briefmarkenausgaben
Das Brandenburger Tor ist auch in anderen Briefmarkenausgaben vertreten:

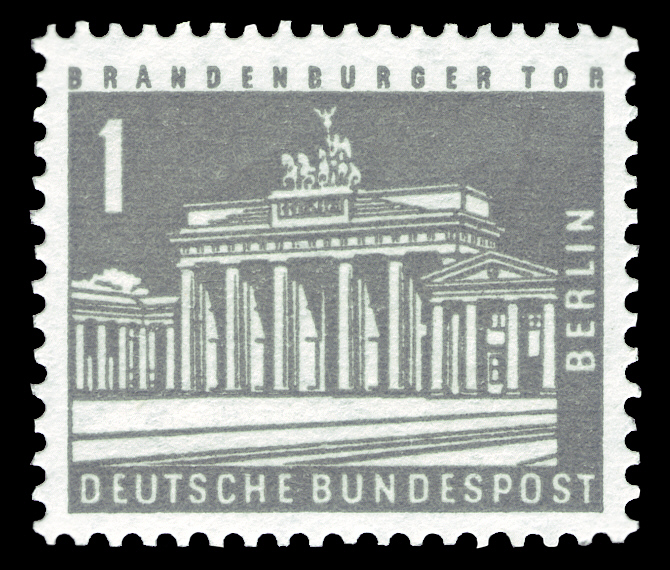
Dauermarkenserie Berliner Stadtbilder, 1958

## Besonderheiten
Die klassischen Varianten der Gummierung litten bei Rollenmarken – besonders beim Verkauf aus Automaten – unter der Problematik, dass sie bei höherer Luftfeuchtigkeit zu unerwünschtem Verkleben neigten. Versuchsweise wurde daher ein Teil der Auflage mit einer besonderen, weniger feuchtigkeitsempfindlichen Gummierung versehen. Diese Exemplare werden von Sammlern mit einem deutlich höheren Preis bewertet.
Die Wertstufe zu 30 Pfennig kam „unkontrolliert“ an die Schalter, d. h. entgegen der sonst üblichen Vorgehensweise gab es keinen offiziellen Erstausgabetag im April 1966.